# Хуго VII фон Егисхайм
Хуго VII фон Егисхайм (на немски: Hugo VII (V/VI/IX) von Egisheim; на френски: Hugues de Dabo ou Hugues VI de Nordgau; † 1046/18 ноември 1049) от рода Етихониди, е граф на Дагсбург.

## Произход
Той е син на граф Хуго IV фон Нордгау (970 – 1048) и съпругата му графиня Хайлвиг фон Дагсбург-Егисхайм (980 – 1046), вдовица на Екберт фон Щаде (* ок. 950), дъщеря на граф Лудвиг фон Дагсбург. Брат е на Бруно фон Егисхайм-Дагсбург (1002 – 1054), който на 12 февруари 1049 г. е избран за папа под името Лъв IX.

## Фамилия
Хуго VII се жени за графиня Матилда фон Дугха, дъщеря на Алберт, господар на Дугха († сл. 1040). Те имат няколко деца:
- Хайнрих I фон Егисхайм († 1065), граф на Егисхайм (Ба Рен) и от 1074 г. граф на Дагсбург и Нордгау, женен за фон Моха, дъщеря на граф Алберт фон Моха (* сл. 1040)
- Герберга фон Егисхайм, абатиса на абатство Хесен